# Družinski praznik
Družinski praznik je praznik, ki ga praznuje družina in širši družinski krog. Med te praznike spadajo rojstni dnevi (osebni praznik), god in različne obletnice: obletnica poroke, zaroke, itd.